# Samani (Hokkaidō)
Samani (様似町, Samani-chō) és una vila i municipi de la subprefectura de Hidaka, a Hokkaido, Japó. Samani també forma part del districte de Samani i és la localitat menys poblada de la subprefectura.

## Geografia
El municipi de Samani està situat a la subprefectura de Hidaka, al sud-est de Hokkaido. Dins de Hidaka, Samani es troba al sud. El terme municipal de Samani limita amb els de Erimo al sud i Urakawa al nord, mentres que a l'est limita amb Hiroo, a la subprefectura de Tokachi. A l'oest, Samani fa costa amb l'oceà pacífic.
A Samani es troba el mont Apoi, el qual va ser declarat pel govern japonés com a geoparc el 2008 i com a geoparc global per la UNESCO. Com a curiositat cal esmentar que els límits del parc abasten tot el terme municipal de Samani. Als peus de la muntanya es troba un onsen o manantial d'aigües termals.

## Història
Durant el període Tokugawa la zona va començar a ser poblada per japonesos que arribaren en busca d'or.

### Cronologia
- 1802: S'instal·la un enviat del bakufu com a autoritat a la zona, sent aquest el punt inicial del "municipi de Samani".
- 1880: S'estableix formalment una oficina d'autoritat com a mena d'antecessor dels moderns ajuntaments.
- 1906: Amb el nou sistema modern de municipis, neix el poble de Samani, fruit de la fusió de diversos llogarets de la zona.
- 1952: Samani passa a tindre la categoria de vila, la qual conserva actualment.

## Demografia
| 1920  | 1930  | 1940  | 1950  | 1960  | 1970  | 1980  |
| ----- | ----- | ----- | ----- | ----- | ----- | ----- |
| 4.559 | 4.743 | 7.703 | 9.132 | 9.900 | 8.834 | 7.986 |
| 1990  | 2000  | 2010  | 2020  | 2030  | 2040  | 2050  |
| 7.159 | 6.210 | 5.114 | 4.129 | -     | -     | -     |

## Transport

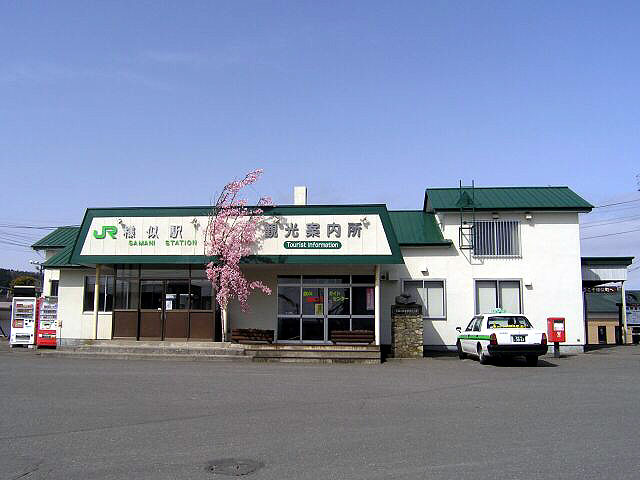
Estació de Samani

### Ferrocarril
- Companyia de Ferrocarrils de Hokkaido (JR Hokkaidô)
  - Utoma - Nishi-Samani - Samani

### Carretera
- Nacional 336
- Prefectural 233 - Prefectural 389

## Agermanaments
- Noda, prefectura d'Iwate, Japó.
- Niigata, prefectura de Niigata, Japó.